# Гиму (залив)
Гиму или Кинван (яп. 金武湾 кин-ван, кимпу-ван) — закрытый залив Тихого океана, вдающийся в побережье острова Окинава (префектура Окинава), Япония. Площадь залива составляет 109,58 км², максимальная глубина составляет — 56 м. Залив расположен в центральной части Окинавы и ограничен полуостровом Кацурен на юге, островами Хендза, Мияги, Ике (яп. 伊計島) и Хамахига на востоке и мысом Гиму-мисаки (яп. 金武岬) на севере.
На берегу лежат пляжи Исикава и Яка. Постройка трассы Кайтю (яп. 海中道路), связавшей полуостров Кацурен с островом Хендза, и возведение на острове нефтехранилищ отрицательно сказалось на окружающей среде. Для борьбы с этими явлениями было основано Общество сохранения залива Кин-ван (яп. 金武湾を守る会).